# Partito Comunista del Nepal - Maoista
Il Partito Comunista del Nepal - Maoista (in lingua nepalese: नेपाल कम्युनिष्ट पार्टी - माओवादी) è un partito comunista del Nepal. È stato fondato il 19 giugno 2012 da una fazione di fuoriusciti dal Partito Comunista Unificato del Nepal (maoista). La fazione di sinistra del PCUN(m) ha fondato il nuovo partito dopo aver accusato il segretario Prachanda e il vicesegretario e primo ministro Baburam Bhattarai di aver deviato dalla linea rivoluzionaria.
Il Partito è guidato dal segretario Mohan Baidya, noto con lo pseudonimo di "Kiran".